# Robert Atkinson (football)
Pour les articles homonymes, voir Robert Atkinson (homonymie) et Atkinson.
Robert Atkinson, né le 13 juillet 1998 à Chesterfield en Angleterre, est un footballeur anglais qui évolue au poste de défenseur central à Bristol City.

## Biographie

### En club
Atkinson est né à Chesterfield et passe une grande partie de sa jeunesse en France, jouant pour l'académie de l'AS Cannes. Il joue pour les U18 de Knaphill et l'équipe première avant de commencer sa carrière de footballeur senior à Basingstoke Town lors de la saison 2016-17, où il participe à trente matchs en championnat, marquant deux fois. Il rejoint Fulham en septembre 2017 pour un montant de 30 000 £ après une période d'essai avec le club. Atkinson joue d'abord pour l'équipe des moins de 23 ans du club,. Il rejoint Braintree Town en prêt en janvier 2019 et a fait 15 apparitions pour le club.
En juin 2019, il signe pour Eastleigh, équipe de National League, faisant 24 apparitions au total pour les Spitfires.

#### Oxford United
En janvier 2020, il signe pour Oxford United, club de League One, pour un montant non divulgué sur un contrat de trois ans et demi. Malgré la signature, Atkinson retourne à Eastleigh en prêt jusqu'à la fin de la saison. Il est rappelé par Oxford  en février 2020 à la suite d'une blessure de John Mousinho et la suspension de Robert Dickie. Il fait ses débuts professionnels le 5 octobre 2020, lors d'un match nul 1-1 en EFL Cup contre l'AFC Wimbledon, dans lequel Oxford s'impose aux tirs au but. Il marque son premier but professionel lors d'une victoire 4-1 à domicile contre Shrewsbury Town le 13 avril 2021. Atkinson connaît une saison 2020-21 réussie, marquant une fois en 39 apparitions en championnat alors que le club a terminé 6e, se qualifiant pour les play-offs. Il est nommé dans l'équipe de la saison de League One. Le natif de Chesterfield marque lors du match retour de la demi-finale des play-offs contre Blackpool (3-3), mais cela ne suffit pas à combler le retard du match aller. La confrontation se solde sur une défaite 6-3 au cumulé.

#### Bristol City
Atkinson rejoint Bristol City en juillet 2021 en provenance d'Oxford  pour un montant estimé à 1,6 million de livres sterling. Il s'impose rapidement comme un pilier de la défense des Robins, disputant 60 matchs de Championship et inscrivant 6 buts entre 2021 et 2023. Malheureusement, sa progression est freinée par une grave blessure au ligament croisé antérieur survenue le 18 février 2023, le contraignant à une longue période d'indisponibilité. Malgré cette blessure, le club lui témoigne sa confiance en lui offrant une prolongation de contrat de 3 ans jusqu'en 2026.

##### Prêt à Portsmouth
Afin de retrouver du temps de jeu et de parfaire sa condition physique après sa convalescence, Atkinson est prêté à Portsmouth le 3 janvier 2025 jusqu'à la fin de la saison. Il retrouve John Mousinho, entraîneur de Portsmouth, qu'il a côtoyer quand il était encore joueur pour Oxford. John Mousinho, s'est félicité de cette acquisition, décrivant Atkinson comme « un défenseur central éprouvé en Championship, excellent défensivement et très dominant », tout en soulignant sa capacité à relancer proprement depuis l'arrière.
Depuis son arrivée, il participe à 12 rencontres et marque 2 buts. Ces 2 buts sont marqués lors du match nul 2-2 contre Derby County et il s'offre même un troisième but dans ce match en marquant contre son camp.

## Statistiques
| Saison                | Club                  | Championnat                      | Championnat | Championnat | Championnat | Coupe(s) nationale(s) | Coupe(s) nationale(s) | Coupe(s) nationale(s) | Total | Total | Total |
| Saison                | Club                  | Division                         | M.          | B.          | P.d.        | M.                    | B.                    | P.d.                  | M.    | B.    | P.d.  |
| 2016-2017             | Basingstoke Town      | Southern League Premier Division | 30          | 2           | 0           | 3                     | 0                     | 0                     | 33    | 2     | 0     |
| 2017-2018             | Fulham FC             | Championship                     | 0           | 0           | 0           | 0                     | 0                     | 0                     | 0     | 0     | 0     |
| 2018-2019             | Fulham FC             | Premier League                   | 0           | 0           | 0           | 0                     | 0                     | 0                     | 0     | 0     | 0     |
| Sous-total            | Sous-total            | Sous-total                       | 0           | 0           | 0           | 0                     | 0                     | 0                     | 0     | 0     | 0     |
| 2018-2019             | Braintree Town (prêt) | National League                  | 15          | 0           | 0           | 0                     | 0                     | 0                     | 15    | 0     | 0     |
| 2019-2020             | Eastleigh FC          | National League                  | 20          | 1           | 0           | 6                     | 0                     | 0                     | 26    | 1     | 0     |
| 2019-2020             | Oxford United         | League One                       | 0           | 0           | 0           | 0                     | 0                     | 0                     | 0     | 0     | 0     |
| 2020-2021             | Oxford United         | League One                       | 41          | 2           | 0           | 3                     | 0                     | 0                     | 44    | 2     | 0     |
| Sous-total            | Sous-total            | Sous-total                       | 41          | 2           | 0           | 3                     | 0                     | 0                     | 44    | 2     | 0     |
| 2019-2020             | Eastleigh FC (prêt)   | National League                  | 4           | 0           | 0           | 0                     | 0                     | 0                     | 4     | 0     | 0     |
| 2021-2022             | Bristol City          | Championship                     | 34          | 2           | 2           | 1                     | 0                     | 0                     | 35    | 2     | 2     |
| 2022-2023             | Bristol City          | Championship                     | 26          | 4           | 1           | 5                     | 0                     | 0                     | 31    | 4     | 1     |
| 2023-2024             | Bristol City          | Championship                     | 0           | 0           | 0           | 0                     | 0                     | 0                     | 0     | 0     | 0     |
| 2024-2025             | Bristol City          | Championship                     | 0           | 0           | 0           | 0                     | 0                     | 0                     | 0     | 0     | 0     |
| Sous-total            | Sous-total            | Sous-total                       | 60          | 6           | 3           | 6                     | 0                     | 0                     | 66    | 6     | 3     |
| 2024-2025             | Portsmouth FC (prêt)  | Championship                     | 11          | 2           | 1           | 1                     | 0                     | 0                     | 12    | 2     | 1     |
| Total sur la carrière | Total sur la carrière | Total sur la carrière            | 181         | 13          | 4           | 19                    | 0                     | 0                     | 200   | 13    | 4     |

## Palmarès

### Individuel
- Membre de l'équipe de l'année PFA de League One : 2020-21[19]
- Membre de l'équipe de la saison EFL de League One : 2020-21[11]